# Pantsir-S1

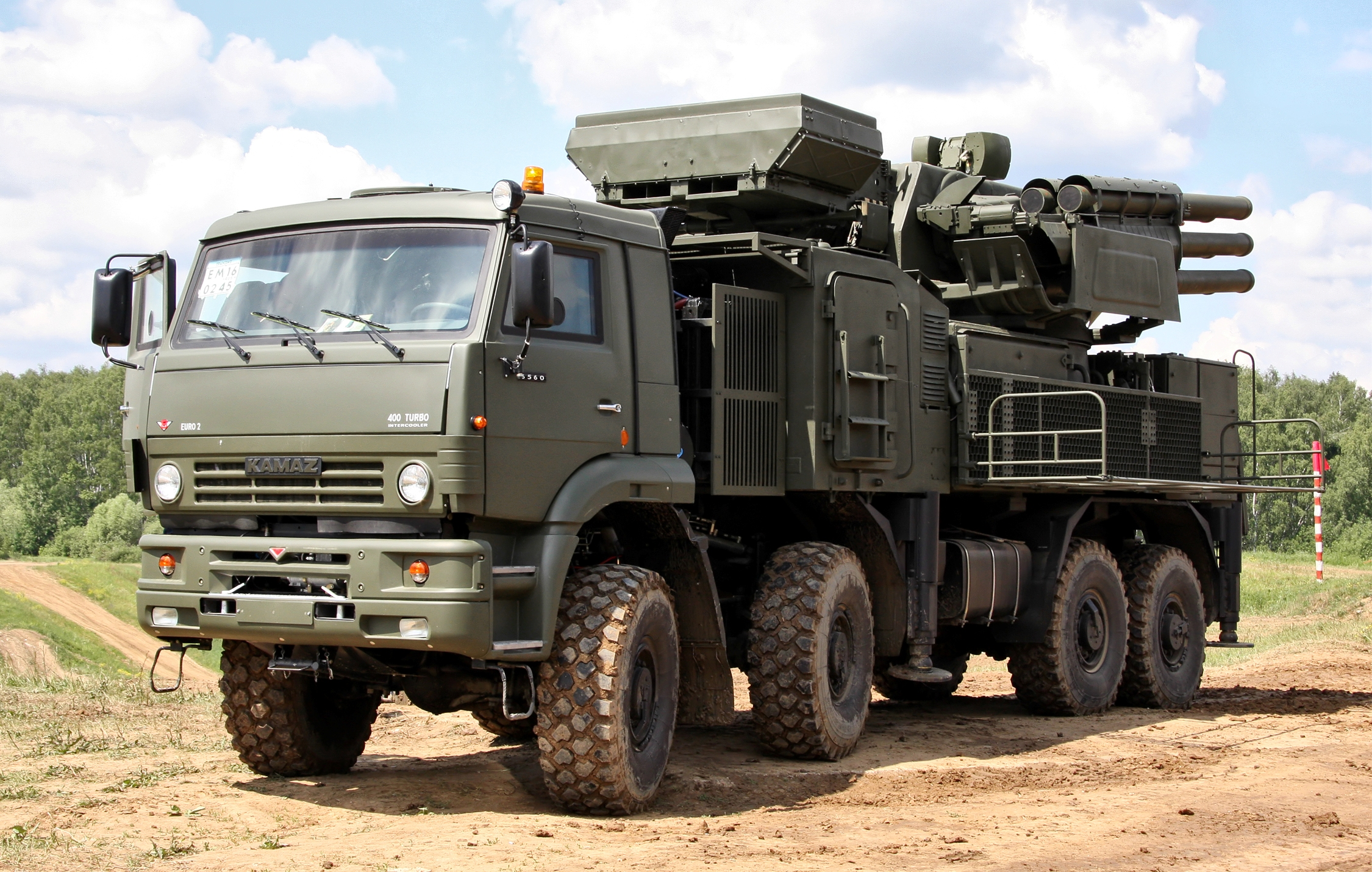
O sistema Pantsir-S1 em um caminhão KAMAZ-6560.

O Pantsir-S1 (em russo:  Панцирь-С1, Designações da OTAN SA-22 Greyhound) é um sistema de artilharia antiaérea móvel armado com sofisticados mísseis terra ar. É produzido pela empresa KBP na cidade de Tula, Rússia. Considerado um dos mais avançados do mundo, o Pantsir-S1 é um aprimoramento do antigo SA-19/SA-N-11.
O Pantsir-S1 foi projetado para fornecer defesa aérea de ponto para instalações militares, industriais e administrativas contra aeronaves, helicópteros, munições de precisão, mísseis de cruzeiro e VANTs (veículos aéreos não tripulados); e também para fornecer proteção adicional às unidades de defesa aérea contra ataques aéreos inimigos que empreguem munições de precisão, especialmente em altitudes baixas ou extremamente baixas.

## Galeria

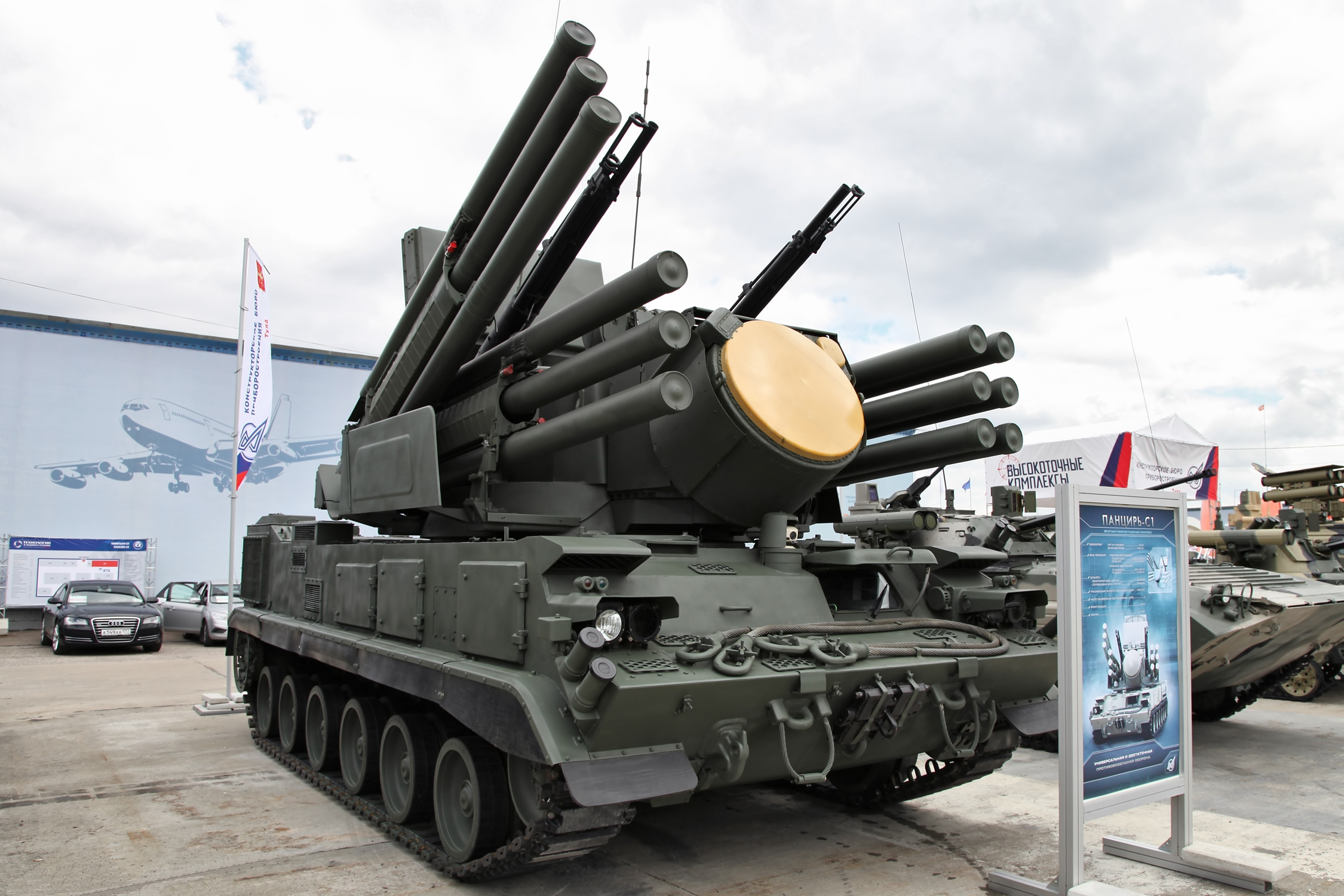
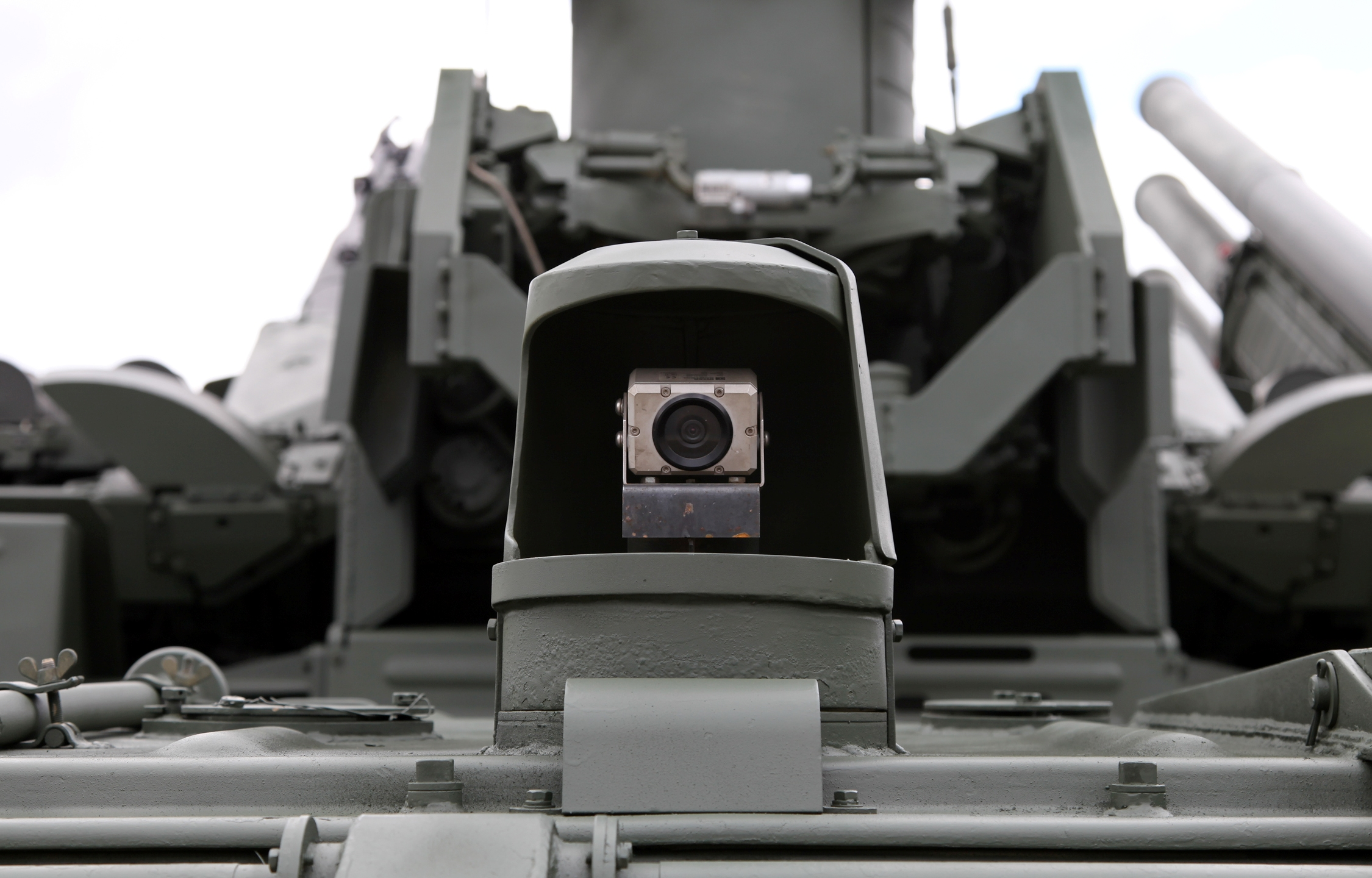
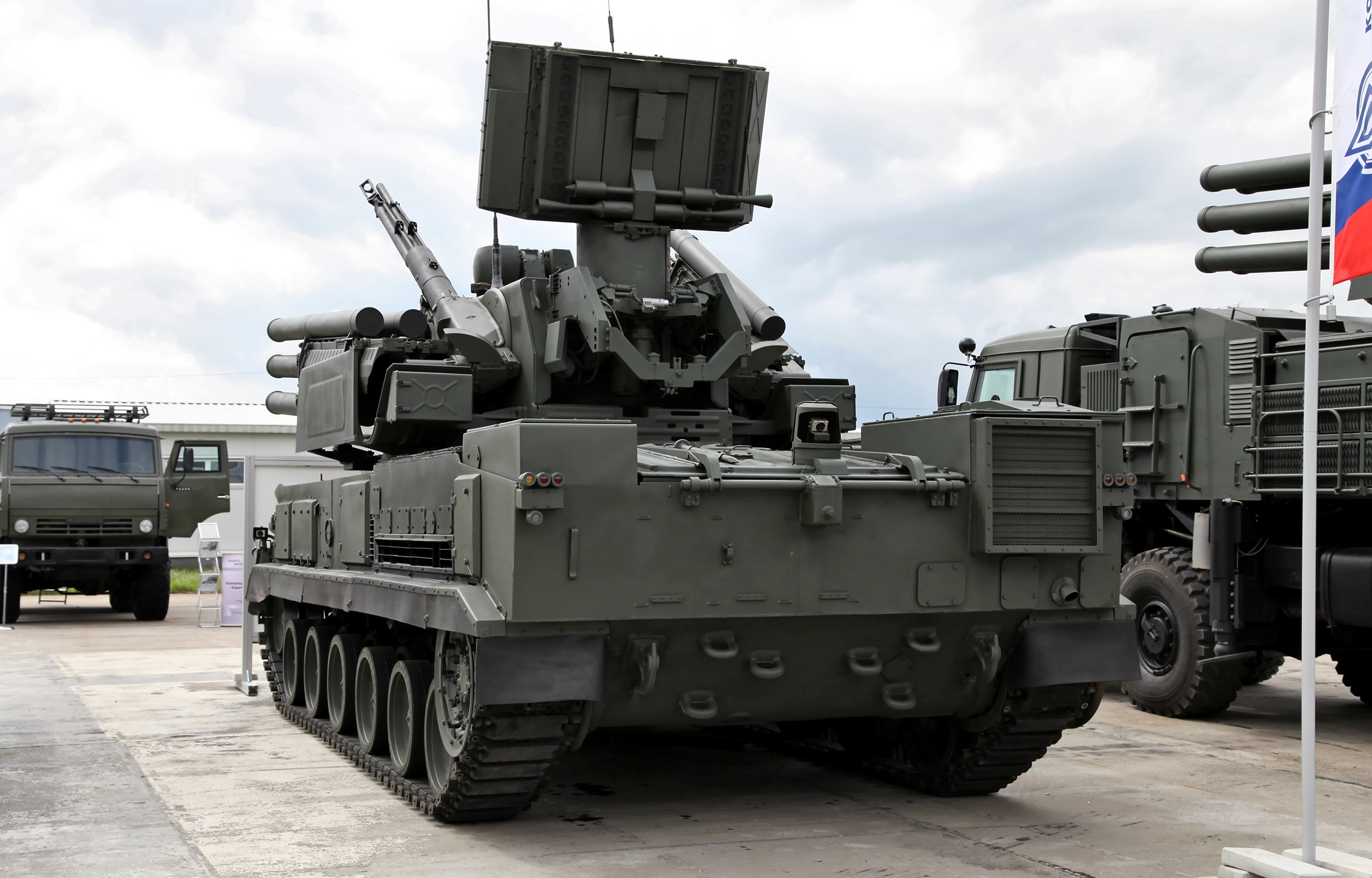
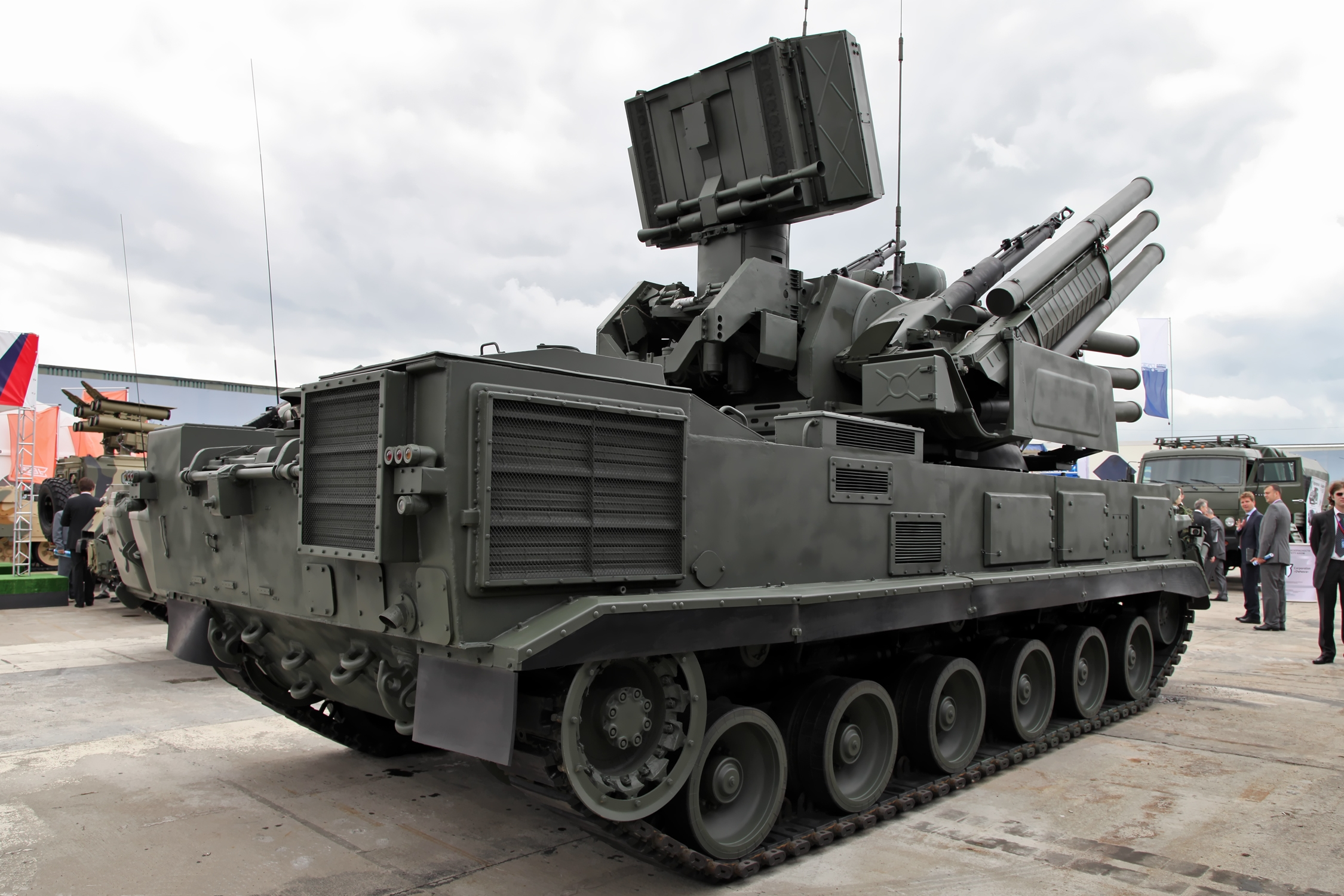
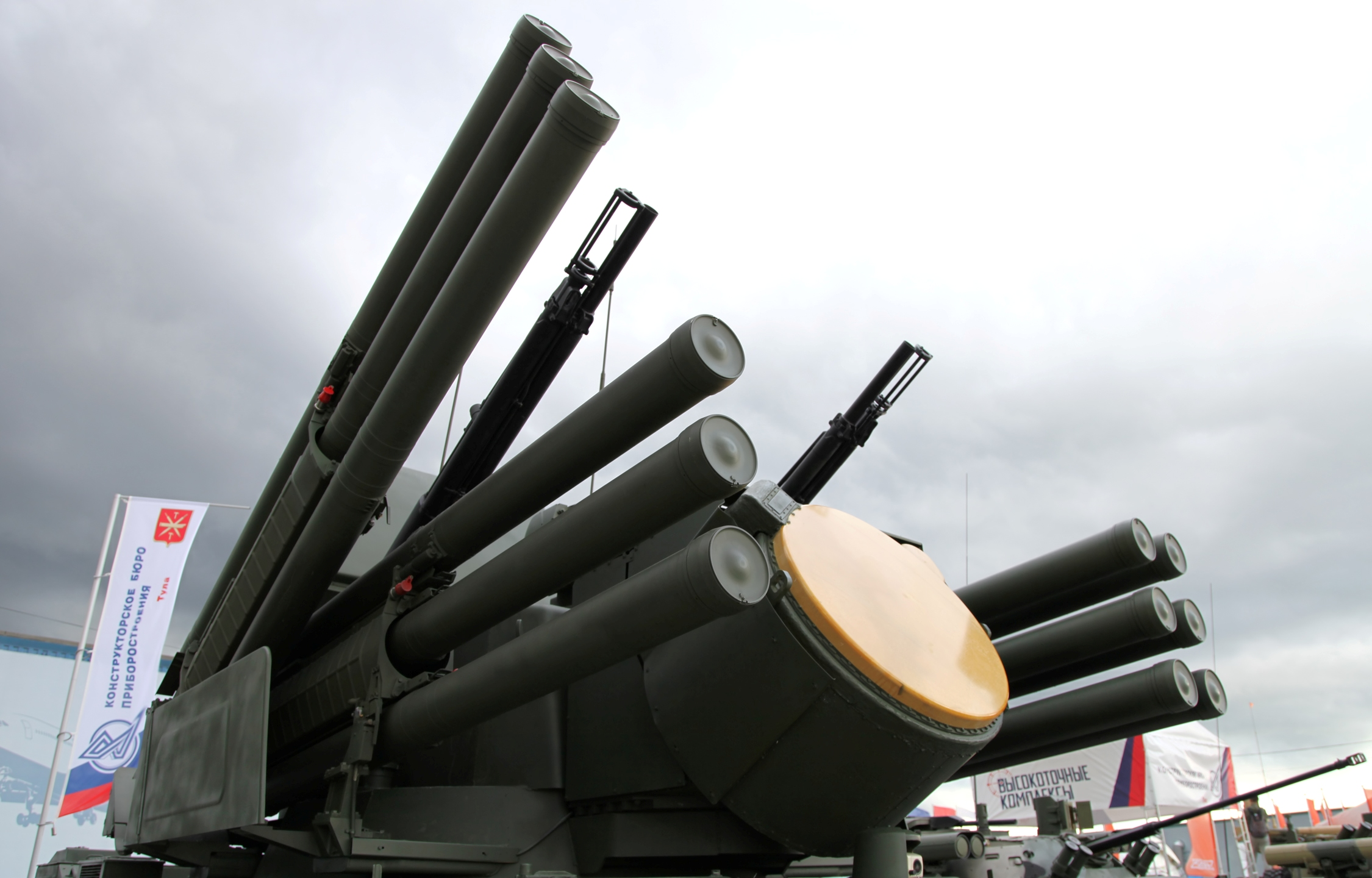
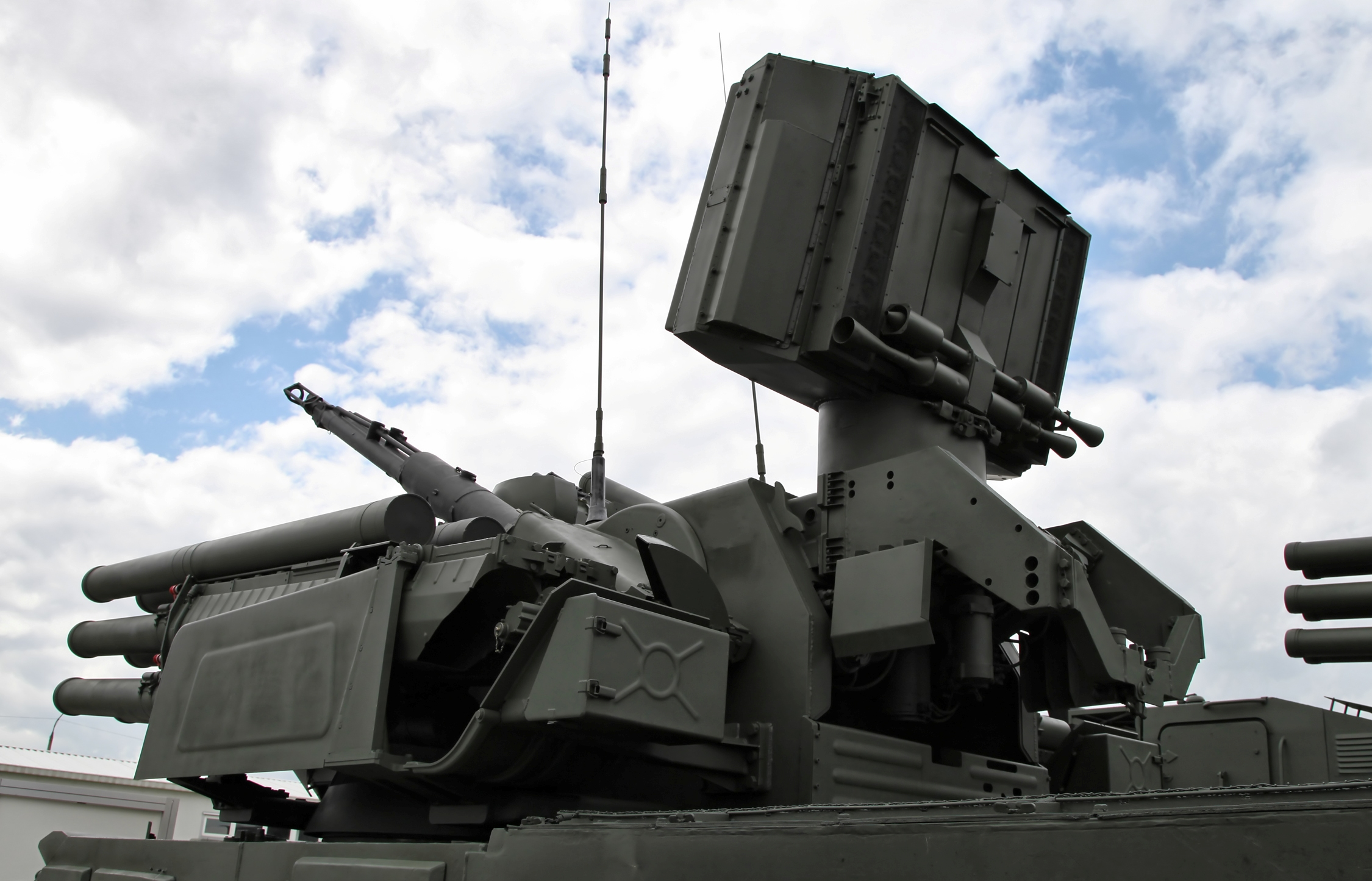